# Szuga Josihide
Szuga Josihide (菅 義偉; Hepburn: Suga Yoshihide; Juzava, 1948. december 6. –) japán politikus, a jobboldali Liberális Demokrata Párt korábbi elnöke és Japán miniszterelnöke 2020 szeptembere és 2021 októbere között. Miniszterelnöksége előtt Szuga nyolc évig Abe Sinzó kormányának kabinetfőtitkára volt, 2006–2007 között pedig japán belügyi és kommunikációs minisztere.
Szuga epertermelő családba született Akita prefektúrában, Japán északi részén. 1975-ben, az alapfokú jogi diploma megszerzése után Okonogi Hikoszaburó parlamenti képviselő segéde lett. Politikai karrierjét jokohamai önkormányzati képviselőként folytatta, majd az 1996-os parlamenti választásokon megválasztották a japán alsóház képviselőjének a Liberális Demokrata Párt színeiben.
Parlamenti képviselőként Szuga Abe Sinzó akkori kabinetfőtitkár szövetségese lett. Abe első miniszterelnöksége idején, 2006–2007 között belügyi és kommunikációs miniszter, Abe második miniszterelnöksége alatt, 2012–2020 között Japán leghosszabb ideig hivatalban lévő kabinetfőtitkára volt. Miután Abe lemondott a miniszterelnöki és liberális demokrata pártelnöki posztról Szuga bejelentette, hogy indul a Liberális Demokrata Párt elnöki posztjáért, amelyet szeptember 14-én a szavazatok 70%-val nyert meg. Két nappal később a parlament megválasztotta miniszterelnöknek és Naruhito császár beiktatta hivatalába, ami által Szuga a Reiva-kor első új miniszterelnöke lett.
2021. szeptember 3-án Szuga bejelentette, hogy nem indul újra az LDP elnöki tisztségéért és ezáltal – az LDP parlamenti többségének köszönhetően – a miniszterelnökségért. Hivatali ideje így 2021 október 4-én véget ért.

## Politikai karrierje
Az egyetem elvégzése után Szuga a liberális demokrata Okonogi Hikoszaburó alsóházi képviselő és kereskedelmi miniszter segéde volt 1975 és 1987 között. Okonogi miniszter segédeként Szuga fontos szerepet játszott a Japán Nemzeti Vasúttársaság privatizációjában, ami nagy befolyással volt Szuga gazdaságpolitikai nézeteire: Szuga a Liberális Demokrata Párton belül a szabadpiac hívei közé tartozik, és miután parlamenti képviselő lett az 1990-es évek végén, a Japán Posta privatizációjának támogatója volt.
1987-ben kezdte meg saját politikai karrierjét, amikor megválasztották önkormányzati képviselőnek Jokohamában. Ebben a választási kampányban úttörő szerepet játszott be a forgalmas vasútállomások előtt adott kampánybeszédek meghonosításában, amely ma gyakori a japán kampányokban. A jokohamai önkormányzatban végül két választási cikluson át volt képviselő.
Szuga az országos politikába 1996. évi választásokon lépett be, amikor megválasztották a Jokohama város részeit magába foglaló Kanagava prefektúra második választókörzete képviselőjének a japán Képviselőházban a Liberális Demokrata Párt színeiben.
2005 novemberében Koizumi Dzsunicsiró miniszterelnök harmadik kormányában belügyi és kommunikációs miniszterhelyettes lett, egy évvel később, 2006 szeptemberében Abe Sinzó miniszterelnök első kormányában belügyi és kommunikációs miniszter, postai privatizációs miniszter és a decentralizációs reformért felelős miniszter volt. Az Abe kormány minisztereként kulcsfontosságú szerepet játszott az ún. „szülővárosi adó” bevezetésében, amelynek keretén belül adófizetők adóvisszatérítést kapnak helyi önkormányzatoknak adott adományaik után. Az adóprogram célja, hogy az elszegényedő vidéki települések új bevételforrásra tegyenek szert és például azok, akik vidéki településekből nagyobb és gazdagabb városokba költöztek, támogatni tudják szülővárosukat.

### Kabinetfőtitkár (2012–2020)
A 2000-es és 2010-es évek során Szuga szoros kapcsolatot ápolt Abéval. A rövidden a 2012-es parlamenti választások előtt lezajlott liberális demokrata párti elnökválasztás során Szuga arra ösztönözte Abét, hogy induljon a pártelnöki pozícióért. A kampány során pedig azt javasolta, hogy Abe a gazdasági ügyekre összpontosítson és ne a alkotmány 9. cikkelyének módosítása. A 9. cikkely megtiltja, hogy Japán háborúzzon és hadsereget tartson fenn; a cikkely módosítása Abe hosszú távú célja volt. Miután Abe megnyerte mind a 2012-es pártelnökválasztást, mind a parlamenti választást, Szugát kabinetfőtitkárnak nevezte ki. A kabinetfőtitkár a kormányhivatalt vezető miniszter, a kormány elsődleges szóvivője és a minisztériumok között koordinátor.
Szuga kabinetfőtitkárként Abe segéde és tanácsadója volt, a médiában pedig többször Abe jobbkezének nevezték. Kulcsfontosságú szerepe volt a kormány és államigazgatás irányításában, az Abe-kormány több politikai kezdeményezésében is, köztük a turizmus fellendítésében, a külföldi munkavállalók számának növelésében és a telefondíjak csökkentésében.

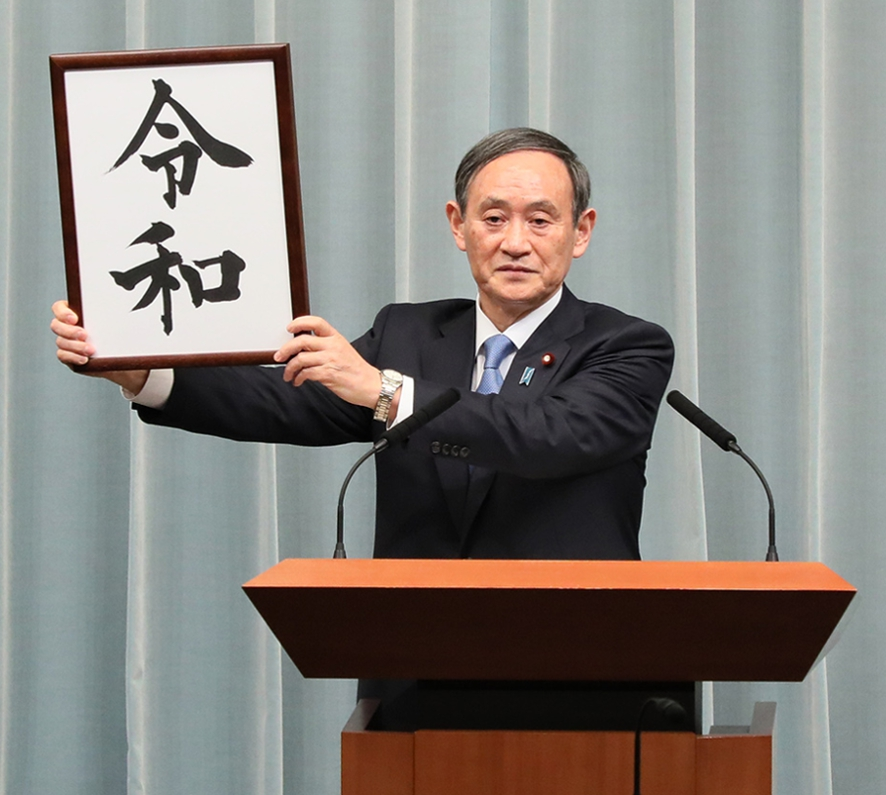
Szuga bemutatja a Reiva-kor, az új japán uralkodói kor nevét a hagyományoknak megfelelően kalligráfiával írt táblán

Belföldi és nemzetközi hírnevet 2019 áprilisában szerzett, amikor bejelentette az új uralkodói korszak, a Reiva-kor nevét; a bejelentés után Szuga a „Reiva bácsi” becenevet kapta. Korábban Szuga az Abe-kormány kevésbé ismert tagjai közé tartozott, a bejelentés után viszont közismertebb lett és az LDP parlamenti képviselői közül egyre többen tekintettek rá, mint lehetséges pártelnökjelöltre. Egy hónappal később, 2019 májusában Szugát Washingtonba küldték, hogy Mike Pence alelnökkel és más magas rangú hivatalnokokkal találkozzon, ami alapján több megfigyelő úgy gondolta, hogy Abe utódának pozicionálják.
2019 végén Szuga reflektorfénybe került Kavai Kacujuki igazságügyi és Szugavara Iszsú gazdasági miniszterek, két közeli munkatársa lemondása után. Kavait és Szugavarát is kampányfinanszírozási törvények megsértésével vádolják.

### Miniszterelnök (2020–2021)

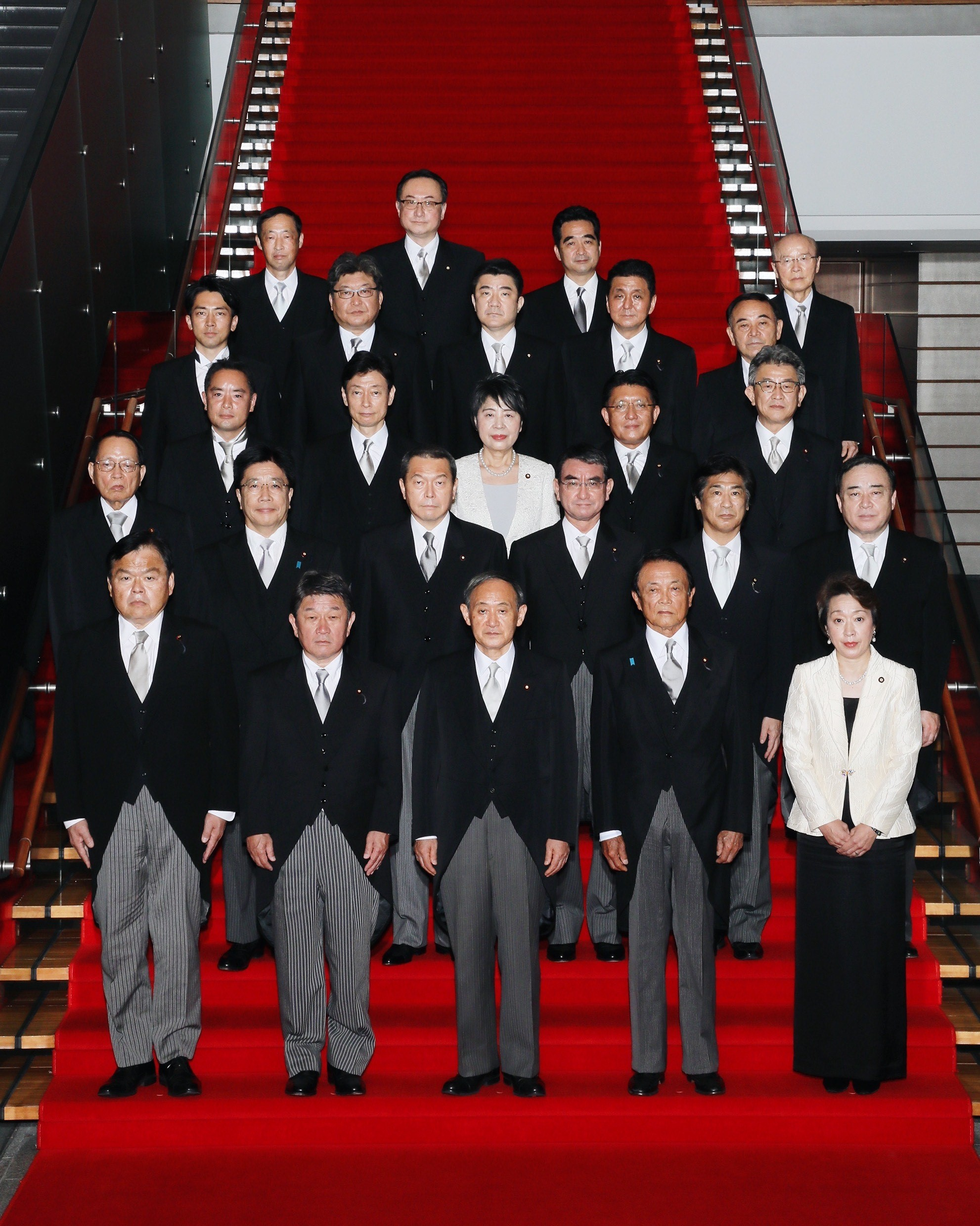
A Szuga-kormány

Miután Abe Sinzó miniszterelnök és liberális demokrata pártelnök 2020 augusztusában bejelentette, hogy lemond, Szuga lett Abe legvalószínűbb utóda. 2020. szeptember 14-én a Liberális Demokrata Párt őt választotta meg pártelnöknek Kisida Fumioval és Isiba Sigeruval szemben; Szuga a leadott 534 szavazatból 377-et kapott. A liberális demokraták parlamenti többségének köszönhetően két nappal később, szeptember 16-án a parlament Japán miniszterelnökének is megválasztotta.
A megválasztása után nyilvánosságra hozott politikai tervei főként az Abe-kormány politikájának követésén alapultak, szerepelt közöttük az Abenomics folytatása, a Covid19-pandémia kezelése és további deregulációk elfogadása a gazdaság ismételt élénkítése érdekében. Megismételte azon korábbi terveit is, mely szerint digitalizálják a közigazgatást, konszolidálják a regionális bankokat, és csökkentik Japánban a mobiltelefonokkal kapcsolatos díjakat. A beiktatása után a Kjódó hírügynökség által készített első közvélemény-kutatásban a Szuga-kormányt a népesség 74%-a támogatta, így ez volt a harmadik legnépszerűbb újonnan beiktatott kormány a közvélemény-kutatások megkezdése óta (a legnépszerűbb Koizumi Dzsunicsiró kormánya volt 2001-ben, a második Hatojama Jukioé 2009-ben).
A Szuga-kormány még 2020 szeptemberében lépéseket tett Japán közigazgatásának digitalizációja felé, amely Szuga választási igéretei közé tartozott. A tervek között szerepel egy digitalizációért felelős kormányhivatal felállítása 2021 szeptemberében, amelynek hatáskörébe tartozna a minisztériumok adminisztrációjának digitalizációja és a magánszektor, köztük az egészségügy és oktatás digitalizációjának ösztönzése. A kormány 2025-re kitűzött célja a helyi önkormányzatok információs rendszereinek, például az adózás adminisztrációjának egységesítése is; a cél elérésében szerepet játszana az új kormányhivatal. A kormány és parlament által elfogadott 2021. évi költségvetés az állam információs technológia büdzséjének 40%-át a digitalizációra jelölte ki, beleértve az új digitalizációs kormányhivatal létrehozását is.

## Családja
Szuga házas, felesége Mariko, egyik korábbi munkatársának testvére. Három fiuk van.